# Niklaskirche Tann
Die Niklaskirche, auch St.-Nikolaus-Kirche genannt, in der Stadt Tann im osthessischen Landkreis Fulda ist ein Barockbau aus den 1740er Jahren. Sie dient heute hauptsächlich als Friedhofskapelle, wird aber auch für Gottesdienste und gelegentliche Konzerte genutzt.

## Der Bau
Die Kirche steht an der Rhönstraße (B 278), Abzweigung Geriethweg/Friedhofsweg im Norden der kleinen Stadt, am Südende des von einer mächtigen Steinmauer umgebenen Friedhofs etwa 300 m nördlich der historischen Altstadt. Es handelt sich um einen verputzten Massivbau von etwa 20 m Länge und 10 m Breite, mit relative flachem Satteldach und im Osten etwa 4 m vorgezogenem Glockenturm von 8 × 8 m Grundfläche mit schöner Laternenkuppel auf der Zwiebelhaube. Das Kirchenschiff wird auf jeder Seite von drei hohen Sprossenfenstern und drei darüberliegenden Rundfenstern, sogenannten Ochsenaugen, erhellt, ebenso das untere Geschoss des Kirchturms.
Eine Freitreppe an der Westseite führt hinauf zum Hauptportal. Das Portal ist flankiert von zwei Sprossenfenstern und über dem Portal befinden sich ein kleines Sprossenfenster sowie ein großes und ein kleines Ochsenauge.

## Geschichte
Der Bau wurde in den Jahren 1741 bis 1746 errichtet, an der Stelle einer 1741 wegen Baufälligkeit abgerissenen Kirche aus Fachwerk, die ebenfalls schon unter dem Patrozinium des Nikolaus von Myra gestanden hatte. Die Niklaskirche war, wie bereits ihr Vorgängerbau, lange Zeit Spitalkirche für das 1617 erbaute, außerhalb der Stadtmauern gelegene Spital und spätere Armenhaus der Herren von der Tann, das sich im heute als Wohnhaus genutzten sogenannten „Claß“ oder „Klashaus“ etwa 30 m südwestlich an der Ecke Rhönstraße/Alter Weg befand.
Im Jahre 2010 begann eine Renovierung des inzwischen sehr maroden und vom Abriss bedrohten Bauwerks, angefangen mit dem Dach und gefolgt von der Orgel, der Heizung sowie dem Gestühl und der Orgelempore am Westende. 2012 wurde dann auch der zwei Jahre zuvor notgesicherte Turm in Angriff genommen, dessen Gebälk teilweise wurmstichig und am Verfaulen war. Ein Großteil der Arbeiten wurde dabei in freiwilliger Eigenleistung oder durch nicht in Rechnung gestellte Arbeiten örtlicher Unternehmen ausgeführt.

## Inneres
Eine Anzahl der wertvollsten alten Grabsteine sind entlang der Seitenwände in der Kirche aufgestellt, um sie vor weiterer Verwitterung oder anderweitiger Beschädigung zu schützen.
Blickfang und besonders bemerkenswert ist jedoch das große, aus Sandstein gearbeitete und farbig bemalte Renaissance-Epitaph des Ortsherren Melchior Arnak von der Tann und dessen Gemahlin Agnes Schutzbar genannt Milchling im Inneren der Kirche. Es stammt aus dem Jahre 1606 und befand sich ursprünglich in der Vorgängerkirche. Zwar war seit 1564 die Grablege der Familie von der Tann die in diesem Jahr eingeweihte, neu erbaute evangelische Stadtkirche Sankt Georg in der Stadtmitte, aber Melchior und seine katholische Frau Agnes hatten sich in der vor der Reformation erbauten St. Nikolaus-Kirche beisetzen lassen. Als diese 1641 abgerissen und durch den heutigen Bau ersetzt wurde, baute man die neue Kirche um das Grabmal. Es ist wegen seiner Größe (etwa 4 m hoch) und bildhauerischen Qualität eine Besonderheit. Es zeigt in dem unteren Teil das Ehepaar Melchior Arnak und Agnes bei der Anbetung des Gekreuzigten und darüber die Auferstehung Jesu Christi. Der untere Teil ist rechts und links mit den 16 Wappen der sogenannten Ahnenprobe der beiden Verblichenen umgeben.
Seit Juli 2015 befindet sich auf der Wand der Altarnische das sogenannte „Wortwerk“ von Franz Erhard Walther, das allerdings nicht nur Beifall gefunden hat.